# Bisericile Porvoo
Bisericile Porvoo (sv Borgågemenskapen, en Porvoo Churches) reprezintă o comuniune de 12 Biserici europene, în «comuniune de altar și scaun» (intercomuniune în euharistie și hirotonie). Tratatul a fost semnat în 1994 în orașul Porvoo (Borgå) din Finlanda.
Bisericile participante sunt Bisericile anglicane de pe insulele britanice, Bisericile evanghelice scandinave, baltice și din Islanda, precum și Bisericile episcopale din Peninsula Iberică.
Semnatare:
- Biserica Angliei
- Biserica Irlandei
- Biserica Episcopală Scoțiană
- Biserica Țării Galilor
- Biserica Evanghelică Lutherană din Finlanda
- Biserica Islandei
- Biserica Norvegiei
- Biserica suedeză
- Biserica Evanghelică Lutherană a Estoniei
- Biserica Evanghelică Lutherană a Lituaniei
- Biserica Lusitană Catolică Apostolică Evanghelică din Portugalia
- Biserica Spaniolă Reformată Episcopală

Negociază:
- Biserica Danemarcei
- Biserica Evanghelică Lutherană a Letoniei